# Ozola apiletica
Ozola apiletica là một loài bướm đêm trong họ Geometridae.